# Adisia hilaris
Adisia hilaris är en mångfotingart som beskrevs av Sergei I. Golovatch 1994. Adisia hilaris ingår i släktet Adisia och familjen Fuhrmannodesmidae. Inga underarter finns listade i Catalogue of Life.